# 랑나우역
랑나우역(독일어: Bahnhof Langnau)은 랑나우 임 에멘탈역(Langnau im Emmental) 또는 랑나우 iE 기차역으로도 알려져 있으며, 스위스 베른주에 있는 랑나우 임 에멘탈에 있는 기차역이다. 스위스 연방 철도의 표준궤인 베른-루체른선과 BLS AG의 졸로투른-랑나우선이 만나는 지점에 있다.

## 운행편
다음 서비스는 랑나우에서 정차한다:
- 레기오익스프레스 : 베른과 루체른 사이를 매시간 운행한다.
- 베른 S-반 :
  - S2: 플라마트.
  - S4: 툰까지 매시간 운행.
- 루체른 S-반 :
  - S6: 루체른까지 매시간 운행.